# Jeanne d'Arc, portrait des échevins
Le portrait de Jeanne d'Arc dit « Portrait des échevins » est un tableau d'un peintre anonyme portant la date de 1581 et aujourd'hui conservé au musée historique et archéologique de l'Orléanais à Orléans (Loiret).

## Histoire
L'origine et la destination de ce tableau n'est pas assurée, deux possibilités sont évoquées par les historiens. Soit il aurait été peint en 1575 pour le roi de France Henri III qui l'offre aux échevins d'Orléans pour qu'il soit placé à l'hôtel-de-ville lors de sa visite le 15 novembre 1576, le cartouche ayant été ajouté par la suite. Soit il a été effectivement peint en 1581 pour le compte de la ville d'Orléans sous le mandat du maire François Colas des Francs.

## Description
Le tableau est une peinture à l'huile sur toile mesurant 128 × 80 cm. Il comporte dans sa partie inférieure un cartellino rédigé en latin désignant La Pucelle et portant la date de 1581. Dans ce portrait civil, Jeanne d'Arc est représentée en costume de cour : debout, elle porte une robe blanche décolletée à taille haute, avec des manches à crevés, une large ceinture foncée et décorée et un corsage lacé noir (violet sous le lacet) sur une chemisette blanche. Elle a deux colliers d'or, le plus large est constitué d'entrelacs d'anneaux (allusion à son emprisonnement) et le deuxième d'un jonc tressé. Elle brandit dans la main droite une épée à la lame fleurdelisée (la pointe en l'air symbolisant la Justice rendue) et tient dans la main gauche un mouchoir de linon blanc. Sur sa tête, un béret à panache de plumes blanches est retenu par un ruban noir noué sous le menton.
La dédicace en latin qui occupe le bas du tableau est la suivante :

« IN ICONEM IANAE VOCOLAVRIAE VIRAGINIS AVRELIAE •

VIRGO REDIT • GALLO MVTA VEL IMAGINE FOELIX •

QUAM NVUMEN QVONDAM PATRIAE NON MACHINA MISIT

SVBSIDIO • AVGVRIUM BONE REX HENRICE SALVTA • 

DE COELIS EXCITA TVIS VIRGO ALTERA VOTIS

FORTVNET REGNI AVSPICIVM • LANCEMQZ RETRACTET

VTRAQZ VT ANTIQVVM TVA SAECLA RECVNDAT IN AVRVM •

G•V•G•PP•1581• »

« La Pucelle revient en France, heureuse d'y être, même à l'état de muette image ; Elle qu'autrefois Dieu, et non quelque artifice humain, a envoyé au secours de la patrie : Bon roi Henri, salue cet augure : Qu'une autre Pucelle, venue du ciel pour combler tes vœux, rende ton règne fortuné ; et que ces deux Pucelles, en y rétablissant la justice, ressoudent ton siècle à l'antique âge d'or ! - Germain Vaillant de Guelis, de Paimpont. 1581 »

— Traduction proposée par le chanoine Cochard :

## Étude iconographique
Le tableau ne peut être considéré comme un portrait réaliste. Longtemps il a été rapproché des représentations de Judith, des théories allant même jusqu'à supposer que le tableau aurait été repris d'une première version dépeignant Judith, le peintre aurait remplacé dans la main gauche la tête d'Holopherne par un mouchoir. Cette thèse a été définitivement rejetée par un examen aux rayons X réalisé en 2016 qui ne montre aucun indice allant dans ce sens.

## Influence et copies
Ce tableau, recopié plusieurs fois et publié en gravure, notamment par Noël Le Mire, constitue pour de longues années un modèle pour l'iconographie de Jeanne d'Arc, inaugurant même une série qu'on a appelé Les Jeannes empanachées. Cette représentation en robe avec chapeau empanaché, pourtant anachronique pour une femme du XVe siècle, s'impose avec pour seule concurrence la représentation en statue sur le Monument à Jeanne d'Arc sur le pont d'Orléans d'une Jeanne d'Arc agenouillée, en armure et sans couvre chef. La version avec panache connaîtra même un renouveau à l'époque romantique. Elle ne sera définitivement abandonnée qu'après 1860 où les modèles en bergère ou en armure deviendront omniprésents. 
Une copie fidèle du tableau d'Orléans peint au XIXe siècle est visible au Musée Louis-Philippe du château d'Eu (Seine-Maritime). Une autre copie visiblement très inspirée du tableau des échevins se trouve dans les salons de l’Hôtel Groslot, à Orléans, mais l'artiste a mis l'épée dans la main gauche de Jeanne.

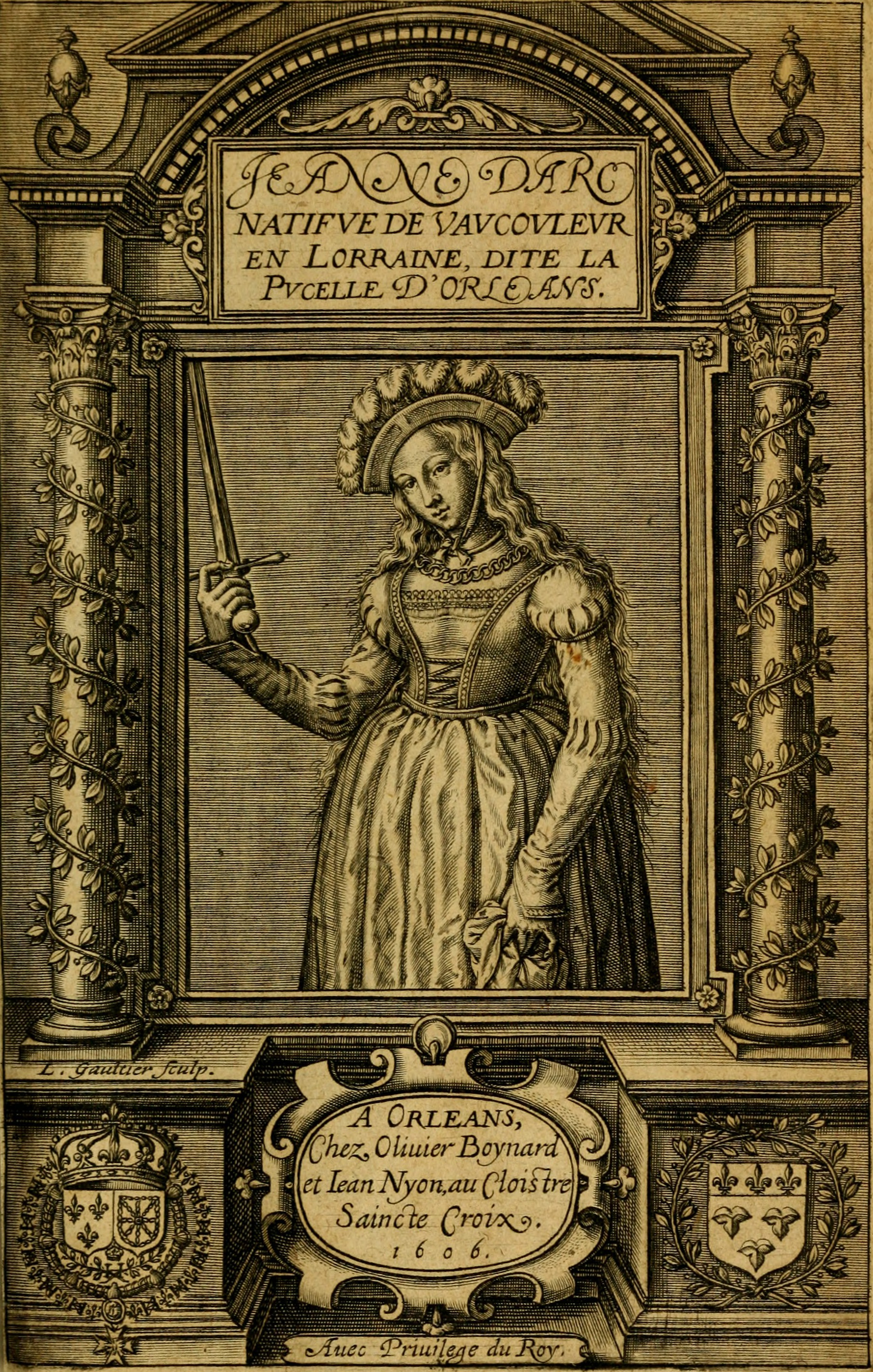
L'histoire et discours au vray du siège qui fut mis devant la ville d'Orléans, par les Anglois, le mardy XII jour d'octobre MCCCCXXVII regnant alors Charles VII, roy de France... publié en 1606.
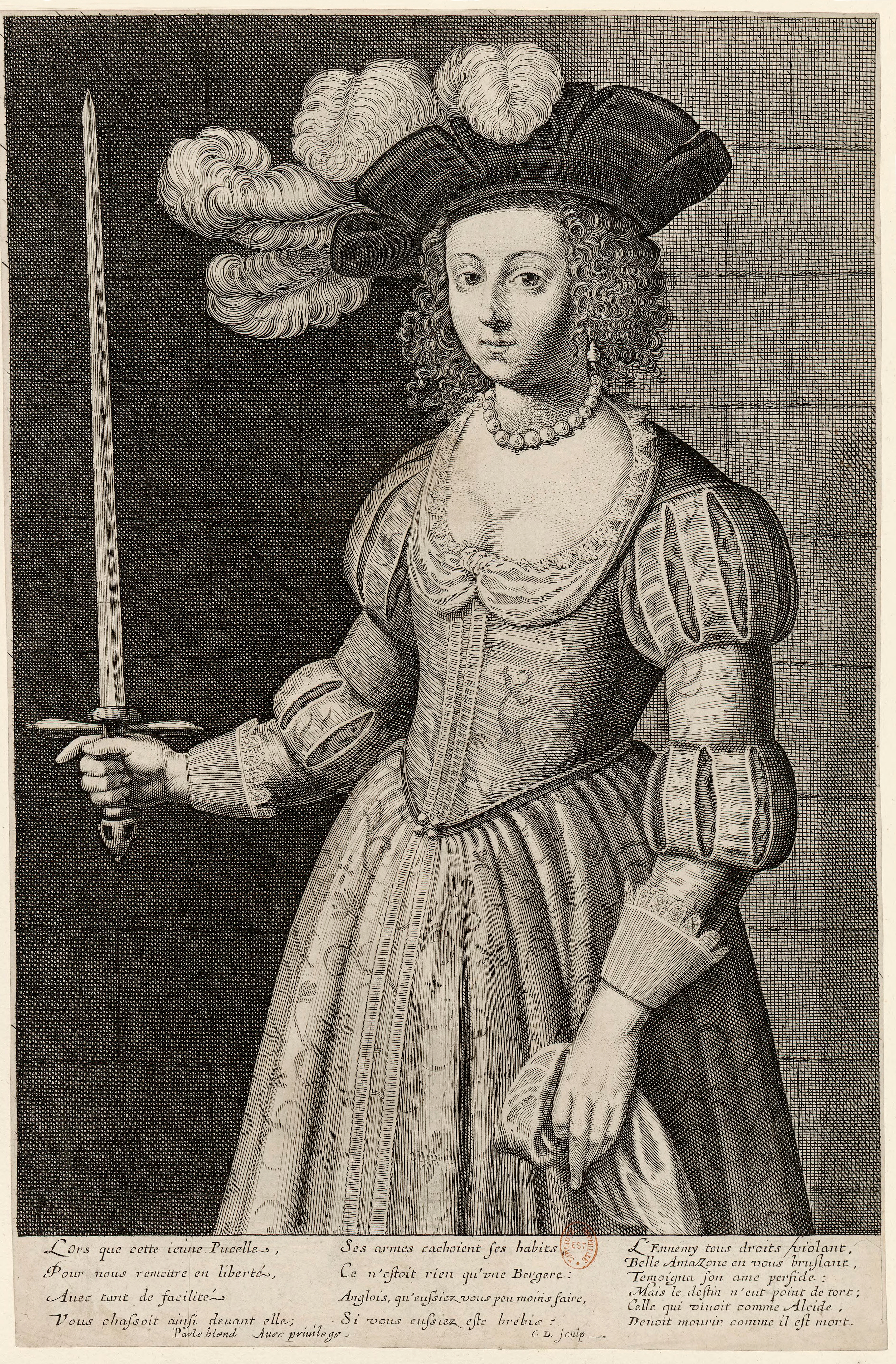
Gravure vers 1630, Charles David, BnF.
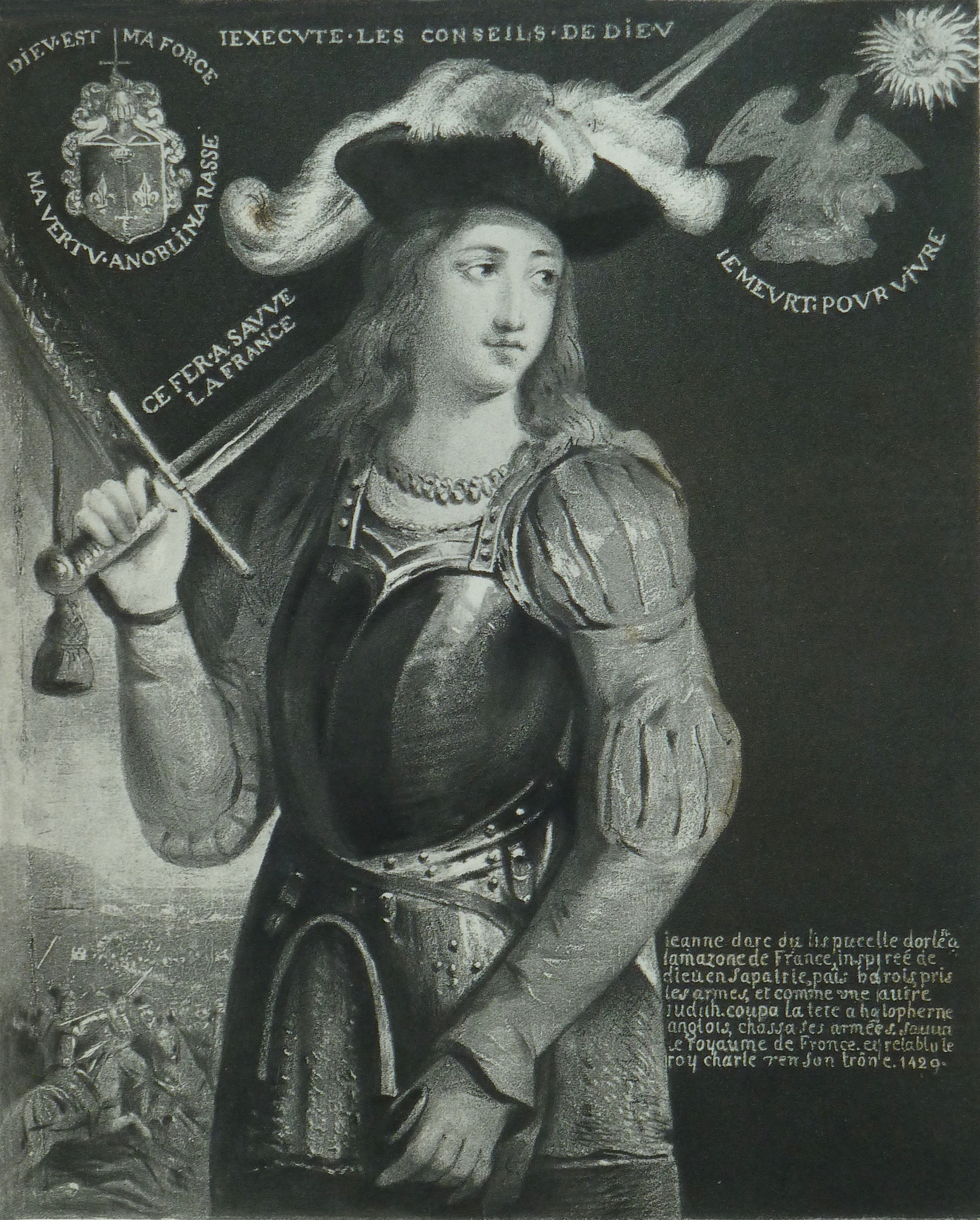
Gravure vers 1880 d'un tableau du XVIIe siècle ayant décoré l'ancien Hôtel-de-Ville de Rouen, musée des beaux-arts de Rouen. Extrait du texte « et comme une autre Judith, coupa la tête à l'Holopherne anglois... »
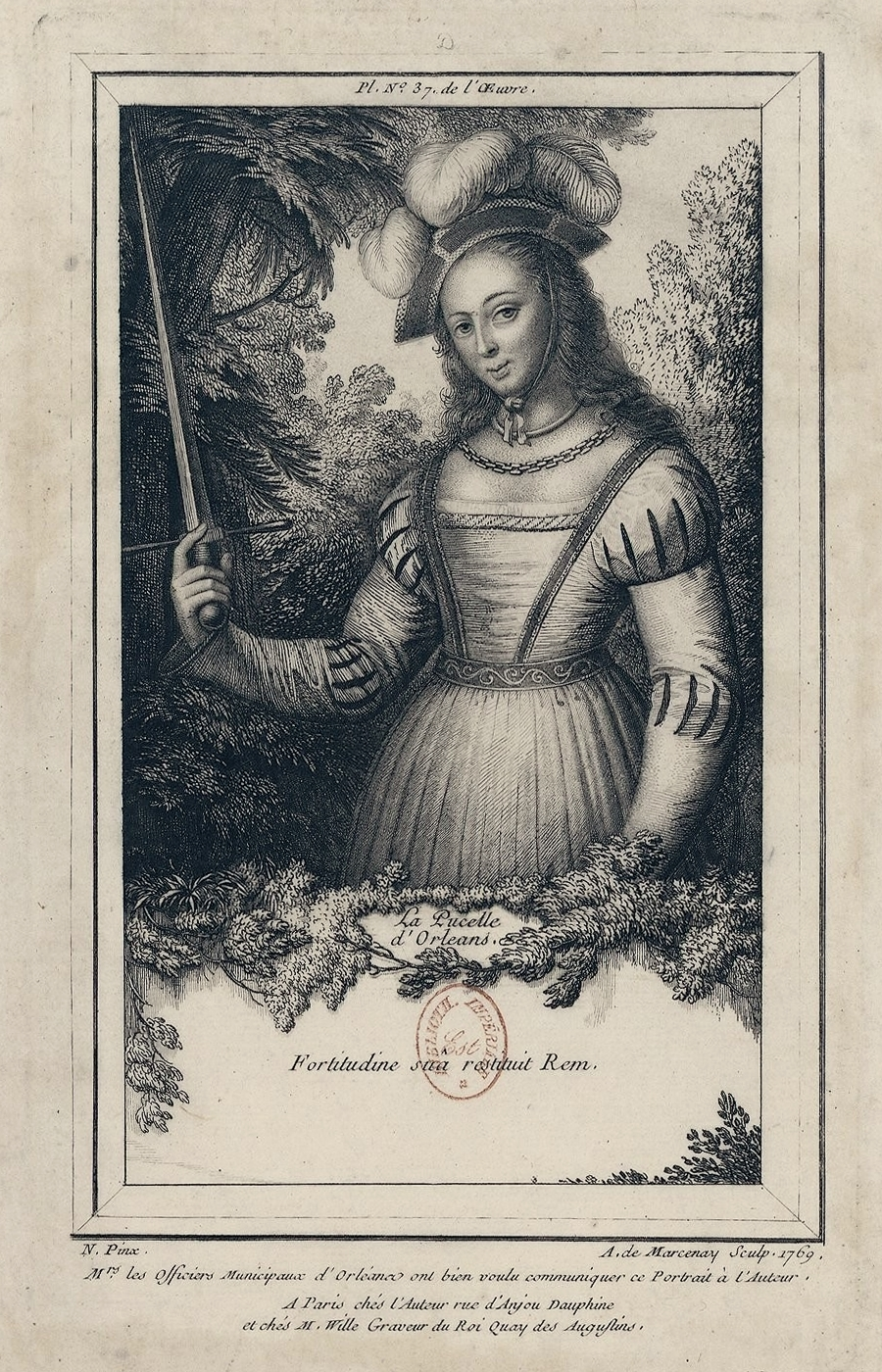
Gravure par Noël Le Mire, 1774, Bnf.
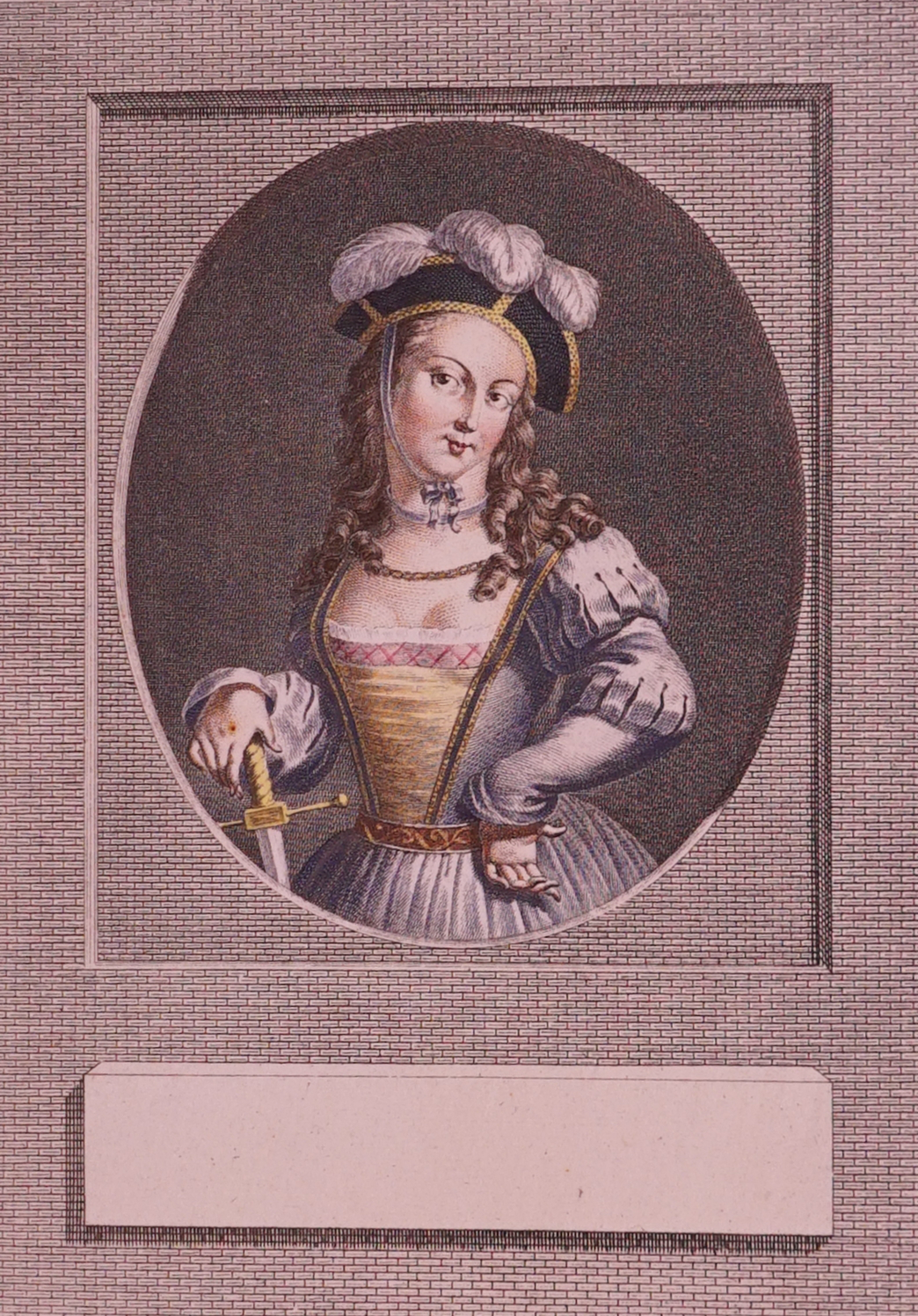
Gravure, bibliothèque municipale de Reims.
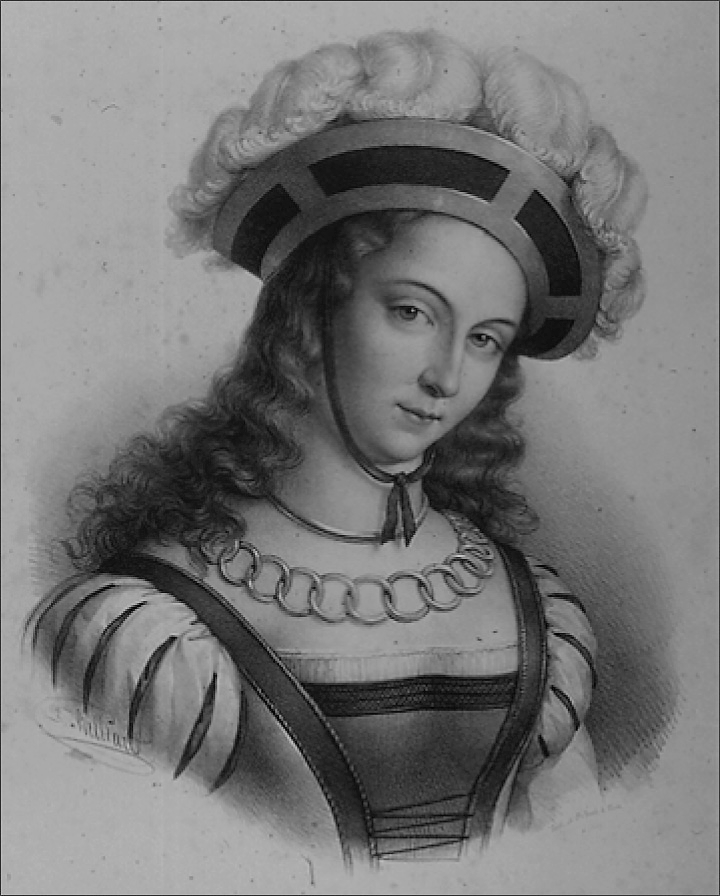
Illustration d'après le tableau des échevins inversé, vers 1850.
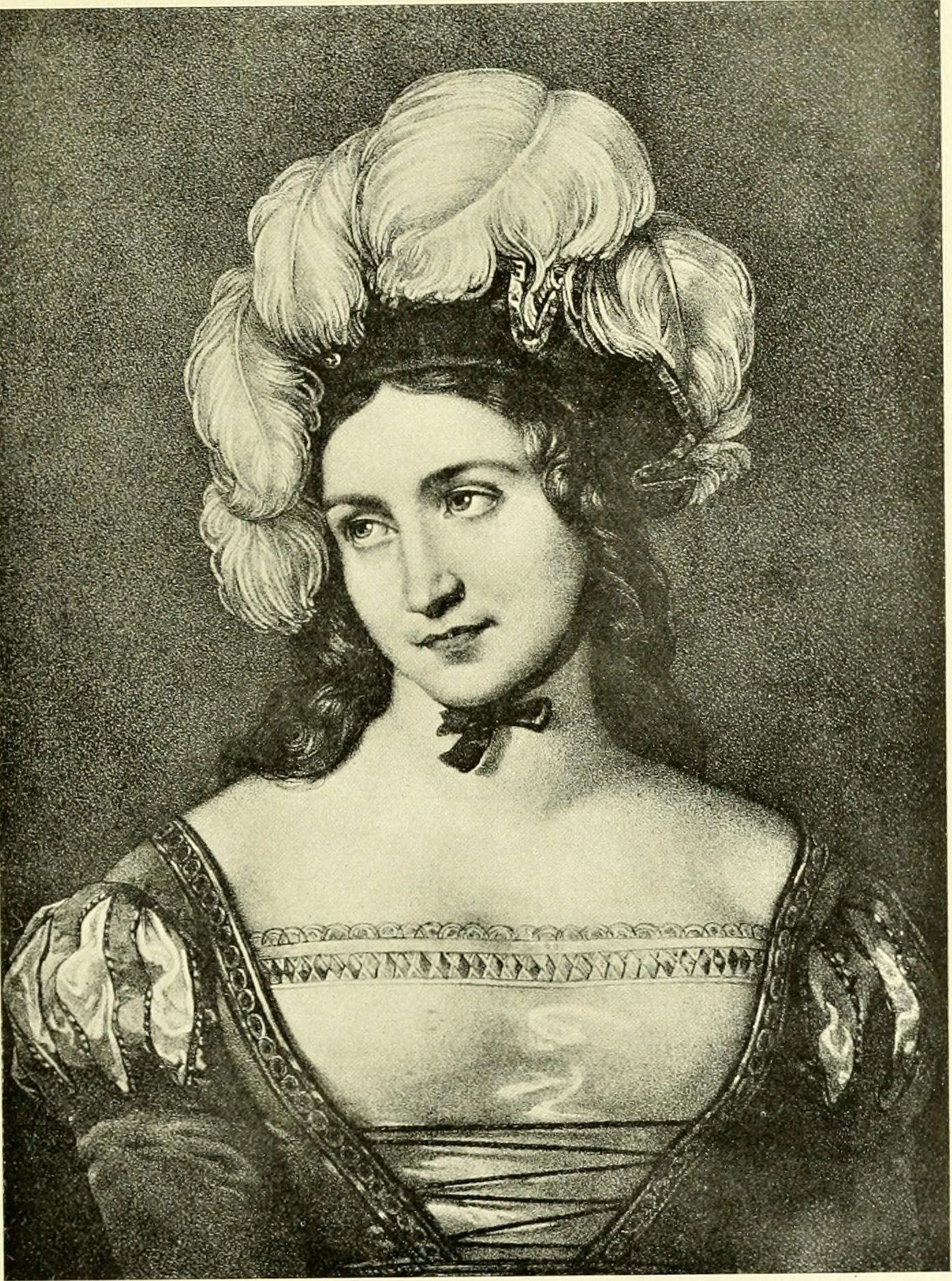
Mademoiselle Duchesnois dans le rôle de Jeanne d'Arc (1819)